# 黔中郡
黔中郡，中国古代的郡。
战国楚置。辖境约当今湖南省西部和贵州省东部，后地入秦。治所在汉代武陵郡郡治临沅县（今湖南省常德市）:75；一说汉代武陵郡义陵县（今溆浦县）:345—346；一说治沅陵县（今湖南沅陵县西南）。辖境扩大，有今湖南省沅江、澧水流域，湖北省清江流域，重庆市黔江流域和贵州省东部。汉高祖五年（前202年）改为武陵郡。

## 争议
目前，中国史学界对黔中郡存在很多争论，几乎对此郡没有定论。争论主要集中在：
- 是否有黔中郡
- 前身是否是巴国的“巴黔中”
  - 1983年《求索》杂志《古代巴国南疆考》一文认同“巴黔中”。研究者伍新福不认同“巴黔中”是楚黔中郡前身[1]:74，76
- 黔中郡郡治的位置
  - 一说临沅县（今常德市）[1]:75；一说义陵县（今溆浦县）[2]:345—346。
- 黔中郡存在的时间
- 黔中郡是否包括湘西和湘江流域
- 根据里耶古城考古，证实了以前古书未记载过的“洞庭郡”的存在。黔中郡可能就是洞庭郡，或者先有黔中郡后有洞庭郡，或者两郡并存。

战国时期楚国于公元前361年以前就已经设立黔中郡，位于巴郡以南，与汉中郡、巴郡一起构成楚国西部边界。公元前280年秦国派大将司马错从陇西南下秦国蜀郡，再沿着沅江上游支流㵲水攻打楚黔中郡。但楚国此后又收复黔中郡。公元前277年秦国派白起为主将、蜀郡郡守张若为副将再攻黔中郡，他们从蜀郡出发沿着沅江上游清水江东进，首先攻占清水江流域的巫郡，然后占领黔中郡和江南，将这三个区域合并成秦黔中郡。但楚国于公元前276年收复江南，秦黔中郡只剩下原楚国的黔中郡和巫郡，为秦朝三十六郡之一。传统认为黔中郡郡治在湖南省沅陵县，但是2002年出土的里耶秦简表明沅陵、常德并不属于黔中郡而属于洞庭郡。近年研究发现湖南省洪江市黔城镇可能才是楚国黔中郡和秦国黔中郡的郡治。秦黔中郡的郡域：黔中郡北界应该在利川附近，包括酉水上游地区。东北界应在沅陵以南的辰溪、溆浦一带。西北部边界应该在忠县以东、彭水以西。南界在湖南的城步、通道，广西的龙胜、三江，贵州的从江、榕江。东界应该在溆浦、绥宁、城步的全部以及隆回、洞口、武冈的一部分。西南界应该在贵州瓮安、都匀以东。